# مخطوطات نجع حمادي

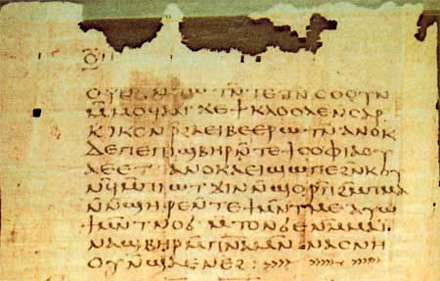
مخطوطات نجع حمادي.

مخطوطات نجع حمادي أو مكتبة نجع حمادي هي مجموعة من النصوص الغنوصية التي اكتشفت بالقرب من نجع حمادي في صعيد مصر سنة 1945 م. تتألف تلك المخطوطات من إثني عشر بردية وجدها مزارع يدعى محمد السمّان مدفونة في جرار مغلقة. اشتملت تلك المخطوطات على اثنين وخمسين مقالة معظمها غنوصي، ولكنها اشتملت أيضًا على ثلاثة أعمال تنتمي إلى متون هرمس وترجمة جزئية لكتاب الجمهورية لأفلاطون. في مقدمته لكتابه «مكتبة نجع حمادي»، أشار جيمس روبنسون أن هذه المخطوطات قد تنتمي إلى دير القديس باخوم القريب، ودفنت بعد أن أدان البابا أثناسيوس الأول استخدام الكتب غير الكنسية في خطابه لعيد الفصح سنة 367 م. أثّر اكتشاف هذه النصوص بشكل كبير على الدراسات الحديثة حول المسيحية الأولى والغنوصية.
كتبت تلك المخطوطات باللغة القبطية. ويعد أبرز محتوياتها نسخة من إنجيل توما، التي تعد النسخة الوحيدة المكتملة من هذا الإنجيل. بعد اكتشافها، اعتمد الباحثون أجزاء الأقوال المنسوبة ليسوع التي اكتشفت في أوكسيرينخوس سنة 1898 م المعروفة ببردية أوكسيرينخوس الأولى، وقارنوا محتويات المخطوطات بالاقتباسات الموجودة في المصادر المسيحية التي ترجع إلى عصور المسيحية الأولى. كما ربطوا تلك النسخة من إنجيل توما بالنسخة اليونانية الأصلية الناقصة.
ترجع تلك المخطوطات إلى القرنين الثالث والرابع الميلاديين، وهي محفوظة الآن في المتحف القبطي في القاهرة.

## الاكتشاف

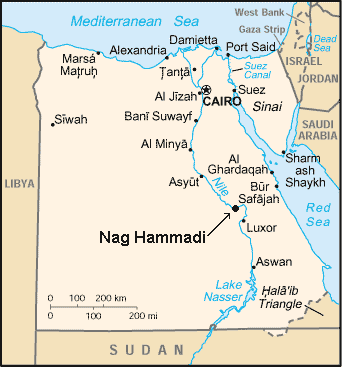
موقع نجع حمادي في مصر.

في ديسمبر 1945 م، وجد شقيقان عددًا من البرديات في وعاء خزفي أثناء حفرهم لتسميد الأرض حول كهوف جبل الطارف بالقرب من قرية حمرة دوم. لم يبلغ الشقيقان عن اكتشافهما أملاً في بيع المخطوطات. أحرقت أمهما بعض المخطوطات خوفًا من أن تكون ذات تأثير سيء، ثم بدء الشقيقان في بيع المخطوطات بالتدريج.
في السنة التالية، تورط الشقيقان في جريمة ثأر، واضطرا الرحيل عن القرية، وتركا المخطوطات مع قس. أدرك القس قيمة المخطوطات وباع جزء منها إلى المتحف القبطي. اهتم عالم القبطيات جان دوريس بالمخطوطات، ونشر خبرها سنة 1948 م. وبمرور السنوات، باع القس تلك المخطوطات إلى تاجر آثار، واشترتها مصلحة الآثار خوفًا من بيعها خارج البلاد. وبعد ثورة 23 يوليو سنة 1952 م، انتقلت تلك المخطوطات إلى المتحف القبطي في القاهرة، واعتبرت ثروة وطنية. وأصر مدير المتحف وقتها باهور لبيب أن تبقى تلك المخطوطات في وطنها.
رغم ذلك، كانت مخطوطة منها قد بيعت قبل ذلك، وانتقلت إلى بلجيكا. وبعد محاولة بيعها في نيويورك وباريس، حصل عليها معهد يونغ في زيورخ سنة 1951 م، بهدف تقديمها كهدية عيد ميلاد للعالم النفساني الشهير يونغ. وبعد وفاة يونغ سنة 1961 م، طالب المتحف القبطي بالمخطوطة، ولم يحصل عليها إلا سنة 1975 م، ليكتمل 11 سفرًا وأجزاء من سفرين، احتوت على نحو 1,000 صفحة حفظت جميعًا في المتحف.

## الترجمات
بدأت محاولات ترجمة المخطوطات سنة 1956 م، ولكنها كانت بطيئة نظرًا للأوضاع السياسية في مصر في تلك الفترة، ولم تبدأ المحاولات الجديّة للترجمة إلا مع سنة 1966 م عندما سمحت السلطات لمجموعة من الباحثين برئاسة الباحث في الغنوصية جيمس روبنسون، أخذت على عاتقها ترجمة ونشر تلك المخطوطات بعدة لغات بالتعاون مع معهد الآثار والمسيحية في جامعة كلاريمونت بكاليفورنيا. ثم اختير روبنسون سكرتيرًا للجنة الدولية لمخطوطات نجع حمادي التي شكلها اليونسكو ووزارة الثقافة المصرية سنة 1970 م. وبين سنتي 1972-1977 م، تم نشر 12 مجلد لمحتويات المخطوطات، ثم تلاها إصداران سنة 1979 م وسنة 1984 م نُشرا في لايدن، مما جعلها متاحة للجميع للدراسة والإطلاع.
في الوقت نفسه في ألمانيا الشرقية، قام مجموعة من الباحثين من بينهم ألكسندر بوهليج ومارتن كراوس والمتخصصين في دراسات العهد الجديد غيسن شينك وهانز-مارتن شينك وهانز-غيبهارد بيثغ بعمل أول ترجمة ألمانية للمخطوطات. أما ترجمة روبنسون فقد نشرت للمرة الأولى سنة 1977 م، تلتها طبعات أخرى منقّحة سنوات 1981، 1984، 1988 م. نشرت جامعة ييل نسخة أخرى بالإنجليزية سنة 1987 م تحت عنوان «المخطوطات الغنوصية: ترجمة جديدة مع شروحات»، اشتملت تلك النسخة على ترجمة جديدة مع استخلاص ومقارنة المحتوى مع الكتابات الهرطوقية وكتابات غنوصية أخرى، كما اشتملت على مقدمات تعريفية حول الجماعات الغنوصية.
يرى بعض الباحثين أن محتوى تلك المخطوطات لم يكن كله غنوصيًا، حيث زعم باترسون براون أن أناجيل نجع حمادي الثلاثة توما وفيليب والحقيقة لا يمكن وصفها بذلك، حيث أن كل منها في رأيه يمكن أن تؤيد صراحة الحقيقة الأساسية وقدسية الحياة المتجسدة، التي تعتبرها الغنوصية وهمية. ويخالفه الرأي في ذلك آخرون ويرونها غنوصية بوضوح، ونقلوا اقتباسات عن يسوع بن يوسف نفسه لإثبات هذه الغاية.

## قائمة بأسفار المخطوطات
- السفر الأول:
  - صلاة بولس الرسول

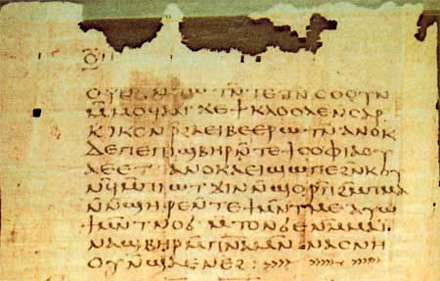
سفر الرؤيا لبطرس

  - أبوكريفون يعقوب (ويعرف أيضًا بالكتاب السري ليعقوب البار)
  - إنجيل الحقيقة
  - مخطوطة القيامة
  - مقالة التثليث
- السفر الثاني:
  - أبوكريفون يوحنا
  - إنجيل توما
  - إنجيل فيليبس
  - أقانيم الرؤساء
  - حول أصل العالم
  - تفسير الروح
  - كتاب توما المزعوم
- السفر الثالث:
  - أبوكريفون يوحنا
  - إنجيل المصريين القبطي
  - يوغنوسطوس المبارك
  - حكمة يسوع المسيح
  - حوار المخلص
- السفر الرابع:
  - أبوكريفون يوحنا
  - إنجيل المصريين القبطي
- السفر الخامس:
  - يوغنوسطوس المبارك
  - سفر الرؤيا القبطي لبولس
  - رسالة الرؤيا الأولى ليعقوب
  - الرؤية الثانية ليعقوب
  - سفر الرؤيا لآدم
- السفر السادس:
  - أعمال بطرس والرسل الأثني عشر
  - الرعد، العقل المثالي
  - حجية التعليم
  - مفهوم قوتنا الكبيرة
  - الجمهورية لأفلاطون - النسخة الأصلية غير غنوصية، ولكن نسخة نجع حمادي معدّلة بكثافة وفق المعتقدات الغنوصية.
  - مناقشة المخطوطة الثامنة والتاسعة من متون هرمس.
  - صلاة عيد الشكر مع ملاحظات من صلوات متون هرمس.
  - أسكليبيوس 21-29 - مخطوطة أخرى من متون هرمس.
- السفر السابع:
  - صياغة سام
  - المخطوطة الثانية لشيث العظيم
  - سفر الرؤيا الغنوصي لبطرس
  - تعاليم سيلفانوس
  - لوحات شيث الثلاث
- السفر الثامن:
  - زوستريانوس
  - رسالة بطرس إلى فيليب
- السفر التاسع:
  - ملكي صادق
  - عقيدة نوريا
  - شهادة الحق
- السفر العاشر:
  - مارسيانيس
- السفر الحادي عشر:
  - تفسير المعرفة
  - شرح فالانتينوس الغنوصي وحول مسحة الزيت وحول المعمودية (جزئان) وحول القربان المقدس (جزئان)
  - ألوغينيس
  - هيبسيفرون
- السفر الثاني عشر
  - جمل سكستوس
  - إنجيل الحقيقة
  - مقتطفات
- السفر الثالث عشر:
  - تريموفيك بريتونويا
  - حول أصل العالم

ما يسمى بالسفر الثالث عشر ليس سفرًا، وإنما ثمانية أوراق من نص «تريموفيك بريتونويا» وجدت مدسوسة داخل الغطاء الأمامي للسفر السادس، مع بضعة أسطر من بداية «حول أصل العالم» كتبت في الجزء السفلي من الورقة الثامنة.

## للقراءة
- Bentley Layton (1987). The Gnostic Scriptures. SCM Press. ISBN:0-334-02022-0. (526 pages)
- Markschies, Christoph (trans. John Bowden), (2000). Gnosis: An Introduction. T & T Clark. ISBN:0-567-08945-2.{{استشهاد بكتاب}}:  صيانة الاستشهاد: أسماء متعددة: قائمة المؤلفين (link) صيانة الاستشهاد: علامات ترقيم زائدة (link) (145 pages)
- Elaine Pagels (1979). The Gnostic Gospels. ISBN:0-679-72453-2. (182 pages)
- James M. Robinson (1988). The Nag Hammadi Library in English. ISBN:0-06-066934-9. (549 pages)
- Robinson, James M., 1979 "The discovery of the Nag Hammadi codices," in Biblical Archaeology vol. 42, pp206–224.
- Christopher M. Tuckett (1986). Nag Hammadi and the Gospel Tradition: Synoptic Tradition in the Nag Hammadi Library. T & T Clark. ISBN:0-567-09364-6. (206 pages)
- Edwin M. Yamauchi (1983). Pre-Christian Gnosticism : A Survey of the Proposed Evidences. ISBN:0-8010-9919-6. (278 pages)
- Yamauchi, Edwin M., "Pre-Christian Gnosticism in the Nag Hammadi Texts?," in Church History vol. 48, pp129–141.
- Franzmann, Majella, 1996 Jesus in the Nag Hammadi Writings, T & T Clark International. ISBN 056704470X. (293 pages)